# Pablo Migliore
Pablo Migliore (Buenos Aires, 27. siječnja 1982.) bivši je argentinski nogometaš koji je igrao na poziciji vratara. 

## Klupska karijera
Karijeru je započeo u Germinal de Rawsonu prije nego što se preselio u Club Atlético Huracán, 2003. godine.
2004. godine Migliore je bio na posudbi u Deportivo Madrynu, a 2006. prešao je u Boca Juniorse s kojima je osvojio Clausuru 2006. godine.
Na posudbi u Racing Clubu bio je u sezoni 2008./09. a 2009. godine prešao je u San Lorenzo, u kojemu ostaje do pred kraj svibnja 2013. godine kada je potpisao trogodišnji ugovor sa zagrebačkim Dinamom. U zagrebačkom Dinamu se zadržao tek nešto više od mjesec dana.

## Priznanja

### Klupska
Boca Juniors
- Clausura (1): 2006.
- Recopa Sudamericana (1): 2006.
- Copa Libertadores (1): 2007.

Dinamo Zagreb
- Hrvatski nogometni superkup (1): 2013.

## Vanjske poveznice
- Pablo Migliore na hnl-statistika.com
- Pablo Migliore na ESPN FC